# HD 185423
HD 185423，又名BD+03 4097，SAO 124892、HR 7471，是一颗恒星，视星等为6.35，位于銀經41.43，銀緯-8.94，其B1900.0坐标为赤經19h 33m 48.5s，赤緯+3° -8.94′ 16″。